# Диагностика заболеваний поджелудочной железы
Диагностика заболеваний поджелудочной железы позволяет выявить особенности патологического процесса. Для диагностики заболеваний поджелудочной железы используют различные методы: УЗИ, томографию, секретин-панкреозиминовый тест, С-дыхательный тест, определение эластазы в кале, исследование показателей крови и множество других.

## Ультразвуковое исследование поджелудочной железы
Ультразвуковое исследование поджелудочной железы — наиболее простой, безболезненный и безопасный диагностический метод, которое позволяет определить изменение размеров поджелудочной железы, участков пониженной или повышенной эхогенности, наличие или отсутствие кист, диаметр протока поджелудочной железы. На основании этого исследования можно не только выявить панкреатит, но и определить тяжесть панкреатита.
Разновидность ультразвукового исследования — тканевая эластнография. Этот метод позволяет определить эластичность тканей. Полученная информация от тканевой эластичности отражает гистологическую характеристику изменений в поджелудочной железе.

## Компьютерная томография
Компьютерная томография также позволяет определить размеры, форму поджелудочной железы, наличие образований и состояние протоков железы. Более детальное изучение протоков поджелудочной железы производится при совместном исследовании КТ и специального контраста.
Другим инструментальным исследованием, позволяющим изучить протоковую систему поджелудочной железы, является эндоскопическая холангиопанкреатография.

## Лабораторные методы исследований
Перечисленные выше методы позволяют выявить анатомические и гистологические особенности поджелудочной железы. Лабораторные исследования позволяют определить функциональные особенности поджелудочной железы. Поджелудочная железа выделяет в полость двенадцатиперстной кишки различные ферменты, которые способствуют расщеплению и усвоению пищи (экзокринная функция поджелудочной железы) и выделяет в кровь инсулин, который способствует усвоению тканями организма глюкозы (эндокринная функция).
Простейшим методом, позволяющим определить изменение эндокринной функции поджелудочной железы, является определение концентрации глюкозы в крови. Кроме того, в крови определяют уровень амилазы. Но данный метод исследования не всегда информативен и не говорит о нарушении функций железы, так как при хроническом панкреатите не всегда наблюдается повышение уровня амилазы крови.
Самое информативное исследование, позволяющее определить экзокринную функцию поджелудочной железы — секретин-панкреозиминовый тест. Но его главный недостаток — он тяжело переносится пациентом. Суть этого метода заключается в том, что пациенту вводят сначала секретин, а затем холецисто-панкреозимин, которые стимулируют выработку ферментов. Содержимое двенадцатиперстной кишки извлекается при помощи специального двухканального гастродуоденального зонда.
Беззондовые методы обследования:
1. определение содержания панкреатических ферментов в кале;
2. определение в кале продуктов гидролиза (например, суточное выделение жира);
3. определение продуктов гидролиза субстратов в выдыхаемом воздухе (С-дыхательные тесты), которые используются в педиатрии.

Определение функций поджелудочной железы позволяет назначить адекватную ферментную терапию, что ведёт к значительному улучшению здоровья пациента.